# Seiberg-Witten-Fluss

Visualisierung des Gradientenabstiegsverfahrens mit einer Flusslinie

Der Seiberg-Witten-Fluss ist im mathematischen Teilgebiet der Differentialgeometrie ein durch die Seiberg-Witten-Gleichungen beschriebener Gradientenfluss, also eine Methode zur Beschreibung des Gradientenverfahrens für die Seiberg-Witten-Wirkung. Vereinfacht ausgedrückt ist der Seiberg-Witten-Fluss ein Weg, welcher stets in die Richtung des stärksten Abstiegs zeigt, ähnlich wie der Weg eines einen Hügel hinunterrollenden Balles. Dadurch können kritische Punkt, bekannt als (Seiberg-Witten)-Monopole, welche genau die Seiberg-Witten-Gleichungen lösen, untersucht werden. Anschaulich sind es genau die Stellen des Hügels, auf welchen der Ball in Ruhe bleiben kann.
Benannt ist der Seiberg-Witten-Fluss nach Nathan Seiberg und Edward Witten, welche die zugrundeliegende Seiberg-Witten-Theorie im Jahr 1994 formuliert haben.

## Definition
Sei {\displaystyle M} eine kompakte, orientierbare Riemannsche 4-Mannigfaltigkeit. Jede solche Mannigfaltigkeit hat eine Spinc-Struktur, also eine Hebung der klassifizierenden Abbildung {\displaystyle M\rightarrow \operatorname {BSO} (4)} ihres Tangentialbündels zu einer stetigen Abbildung {\displaystyle M\rightarrow \operatorname {BSpin} ^{\mathrm {c} }(4)}. Alle möglichen Spinc-Strukturen entsprechen eindeutig der zweiten singulären Kohomologie {\displaystyle H^{2}(M,\mathbb {Z} )\cong [M,\operatorname {BU} (1)]}. Wegen der zentralen Identität:
{\displaystyle \operatorname {Spin} ^{\mathrm {c} }(4)\cong \operatorname {U} (2)\times _{\operatorname {U} (1)}\operatorname {U} (2)\cong \left\{A^{\pm }\in \operatorname {U} (2)|\det(A^{-})=\det(A^{+})\right\}}
klassifiziert diese Spinc-Struktur zwei komplexe Ebenenbündel {\displaystyle W^{\pm }\twoheadrightarrow M} mit gleichem Determinantenbündel {\displaystyle L=\det(W^{-})=\det(W^{+})}, welches über das Rahmenbündel einem U(1)-Hauptfaserbündel {\displaystyle \operatorname {Fr} _{\operatorname {U} }(L)\twoheadrightarrow M} entspricht. Dabei ist {\displaystyle L\cong \operatorname {Fr} _{\operatorname {U} }(L)\times _{\operatorname {U} (1)}\mathbb {C} } mit dem balancierten Produkt. U(1)-Hauptfaserbündel werden ebenfalls durch die zweite singuläre Kohomologie {\displaystyle H^{2}(M,\mathbb {Z} )\cong [M,\operatorname {BU} (1)]} klassifiziert, wobei die Kohomologieklasse genau die gleiche wie für die Spinc-Struktur ist.
Die Seiberg-Witten-Wirkung ist gegeben durch:
{\displaystyle \operatorname {SW} \colon \Omega ^{1}(M,\operatorname {Ad} (L))\times \Gamma ^{\infty }(M,S^{+})\rightarrow \mathbb {R} ,\operatorname {SW} (A,\Phi ):=\int _{B}{\frac {1}{2}}\|F_{A}^{+}\|^{2}+\|\nabla _{A}\Phi \|^{2}+{\frac {\operatorname {scal} }{4}}\|\Phi \|^{2}+{\frac {1}{8}}\|\Phi \|^{4}\mathrm {d} \operatorname {vol} _{g},}
wobei {\displaystyle \operatorname {scal} } die Skalarkrümmung notiert. Mit der folgenden Relation aus der Chern-Weil-Theorie:
{\displaystyle \|F_{A}^{+}\|_{L^{2}}=2\|F_{A}\|_{L^{2}}-4\pi ^{2}c_{1}(L)^{2},}
kann diese auch umgeschrieben werden zu:
{\displaystyle \operatorname {SW} (A,\Phi ):=\int _{B}\|F_{A}\|^{2}+\|\nabla _{A}\Phi \|^{2}+{\frac {\operatorname {scal} }{4}}\|\Phi \|^{2}+{\frac {1}{8}}\|\Phi \|^{4}\mathrm {d} \operatorname {vol} _{g}+\pi ^{2}c_{1}(L)^{2},}
wobei jedoch der letzte Term als Konstante weggelassen werden kann. Ihre ersten beiden Terme werden auch Yang-Mills-Higgs-Wirkung und ihr erster Term wird auch Yang-Mills-Wirkung genannt.
{\displaystyle \Omega ^{1}(B,\operatorname {Ad} (L))} und {\displaystyle \Gamma ^{\infty }(B,S^{+})} sind Vektorräume mit von {\displaystyle B} induzierten Skalarprodukten. Dadurch lässt sich der Gradient definieren durch:
{\displaystyle \operatorname {grad} (\operatorname {SW} )\colon \Omega ^{1}(M,\operatorname {Ad} (L))\times \Gamma ^{\infty }(M,S^{+})\rightarrow \Omega ^{1}(M,\operatorname {Ad} (L))\times \Gamma ^{\infty }(M,S^{+}),\langle \operatorname {grad} (\operatorname {SW} )(A,\Phi ),-\rangle =\mathrm {d} _{A,\Phi }\operatorname {SW} (-).}
Genau dieser Ausdruck liegt den Ableitungen der Seiberg-Witten-Gleichungen zugrunde, nämlich genau den kritischen Punkten der Seiberg-Witten-Wirkung ohne einen Gradient:
{\displaystyle \operatorname {grad} (\operatorname {SW} )(A,\Phi )_{1}=\mathrm {d} ^{*}F_{A}+i\operatorname {Im} \langle \nabla _{A}\Phi ,\Phi \rangle ;}
{\displaystyle \operatorname {grad} (\operatorname {SW} )(A,\Phi )_{2}=\nabla _{A}^{*}\nabla _{A}\Phi -{\frac {1}{4}}(\operatorname {scal} +\|\Phi \|^{2})\Phi .}
Für ein offenes Intervall {\displaystyle I\subseteq \mathbb {R} } sind zwei {\displaystyle C^{1}}-Abbildungen {\displaystyle \alpha \colon I\rightarrow \Omega ^{1}(M,\operatorname {Ad} (L))} und {\displaystyle \varphi \colon I\rightarrow \Gamma ^{\infty }(M,S^{+})} (also stetig differenzierbar) mit:
{\displaystyle \alpha '(t)=-\operatorname {grad} (\operatorname {SW} )(\alpha (t),\varphi (t))_{1}=-\mathrm {d} ^{*}F_{\alpha (t)}-i\operatorname {Im} \langle \nabla _{\alpha (t)}\varphi (t),\varphi (t)\rangle ;}
{\displaystyle \varphi '(t)=-\operatorname {grad} (\operatorname {SW} )(\alpha (t),\varphi (t))_{2}=-\nabla _{\alpha (t)}^{*}\nabla _{\alpha (t)}\varphi (t)-{\frac {1}{4}}(\operatorname {scal} +\|\varphi (t)\|^{2})\varphi (t)}
ein Seiberg-Witten-Fluss.